# Репаблик (Охајо)
Репаблик (енгл. Republic) град је у америчкој савезној држави Охајо.

## Демографија
По попису из 2010. године број становника је 549, што је 65 (-10,6%) становника мање него 2000. године.
| Група             | 2000.       | 2010.       |
| Белци             | 601 (97,9%) | 529 (96,4%) |
| Афроамериканци    | 0 (0,0%)    | 2 (0,4%)    |
| Азијати           | 0 (0,0%)    | 1 (0,2%)    |
| Хиспаноамериканци | 11 (1,8%)   | 10 (1,8%)   |
| Укупно            | 614         | 549         |